# Franz Jüttner
Franz Jüttner (* 22. Juli 1962 in München; † 11. November 2013 in Landshut) war ein deutscher Eishockeyspieler und Gastronom.

## Karriere
Der 1,77 m große und 79 kg schwere Verteidiger spielte erstmals im Seniorenbereich in der Saison 1980/81 beim EV Füssen in der Eishockey-Bundesliga. Nach drei Spielzeiten in Füssen wechselte er im Sommer 1983 nach dem Konkurs des EV Füssen innerhalb der Eishockey-Bundesliga zum Mannheimer ERC für die Saison 1983/84. Nach der Saison 1984/85 wechselte er von Mannheim zur Saison 1985/86 in die – viertklassige – Regionalliga nach München zum EC Hedos München, mit dem er in der Folge den Aufstieg in die Eishockey-Bundesliga schaffte. Im Sommer 1990 wechselte er zum TSV Erding in die – drittklassige – Oberliga, wo er nach dem Aufstieg in die zweitklassige 1. Liga bis zur Saison 1995/96 spielte. Danach wechselte er in die – damals sechstklassige – Landesliga Bayern zurück nach München zum ESC München, für den er bis zur Saison 1996/97 spielte. Danach war er einer der Vorstände des HC 98 München, den er mitgründete und für den er in seiner letzten Saison als Spieler 1998/99 in der – damals siebtklassigen – Bezirksliga Bayern antrat.
Jüttner war in der Zeit, als das Münchner Szenelokal P1 von Michael Käfer seine Bekanntheit erlangte, Geschäftsführer und gleichzeitig noch bis April 2003 Vorstand des EHC München. Er betrieb ein eigenes Szenelokal in München.
Er starb am 11. November 2013 an den Folgen eines Herzinfarkts, den er nach einem Eishockeytraining in der Kabine erlitten hatte. Jüttner war verheiratet und hinterließ zwei Kinder.